# Ermenegildo Gasperoni
Ermenegildo "Gildo" Gasperoni (4 tháng 8 năm 1906 – 26 tháng 6 năm 1994) là một chính khách người San Marino. Ông từng là tổng bí thư và sau đó là chủ tịch Đảng Cộng sản San Marino.

## Đầu đời
Gasperoni là con trai của một nghệ nhân từ San Marino. Khi còn trẻ, ông rời đất nước năm 1924. Ông gia nhập Đảng Cộng sản Pháp năm 1926. Gasperoni là nhà hoạt động của Đảng Cộng sản Luxembourg từ năm 1930 đến năm 1936. Ông tham gia Lữ đoàn Quốc tế trong Nội chiến Tây Ban Nha, giữ chức vụ chính ủy của Tiểu đoàn Garibaldi trong Lữ đoàn Quốc tế thứ Mười hai. Sau đó, ông chuyển sang làm chính ủy Trung tâm Quốc tế Tuyển chọn và Đào tạo Tình nguyện viên.

## Sự nghiệp
Ông trở về quê hương vào năm 1940, bắt đầu hoạt động để thành lập Đảng Cộng sản San Marino. Đảng Cộng sản Ý đã tổ chức một chi nhánh địa phương ở San Marino vào năm 1921, nhưng đất nước này không có đảng cộng sản cho riêng mình. Vào ngày 7 tháng 7 năm 1941, Đảng Cộng sản San Marino được thành lập dưới sự lãnh đạo của Gasperoni. Từ năm 1949, ông là Bộ trưởng Bộ Giao thông vận tải trong chính phủ liên minh cộng sản - xã hội chủ nghĩa. Ngoài công việc chính trị, ông còn làm thợ sửa ô tô ở Borgo Maggiore vào thời điểm này.
Gasperoni đại diện cho Đảng Cộng sản San Marino tại các sự kiện quốc tế khác nhau, chẳng hạn như Hội nghị Quốc tế các Đảng Cộng sản và Công nhân năm 1969 tại Moskva và Hội nghị các Đảng Cộng sản và Công nhân Châu Âu năm 1976 tại Berlin. Tại cả hai sự kiện này, Gasperoni đã lên tiếng chỉ trích các chính sách của Đảng Cộng sản Liên Xô.
Năm 1978, Gasperoni được bầu để phục vụ nhiệm kỳ sáu tháng với tư cách là một trong hai Đại chấp chính (tức đồng nguyên thủ quốc gia San Marino), cùng với chính khách xã hội chủ nghĩa Adriano Reffi. San Marino lần đầu tiên có một nguyên thủ quốc gia cộng sản sau hai thập kỷ.
Trong chuyến thăm Liên Xô vào tháng 1 năm 1983, Gasperoni và tổng bí thư Đảng Cộng sản San Marino Umberto Barulli đã được trao tặng Huân chương Hữu nghị các Dân tộc tại một buổi lễ tại Điện Kremlin. Kể từ những năm 1980, Gasperoni được phong làm chủ tịch danh dự của Đảng Cộng sản San Marino.